# Crítica à religião

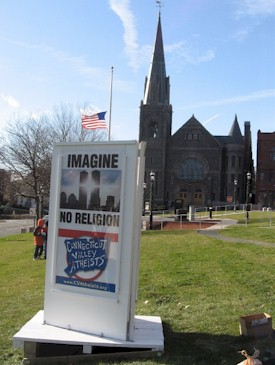
Uma placa, nos Estados Unidos, escrito "Imagine nenhuma religião"

Crítica à religião é a crítica do conceito, validade, práticas e consequências políticas e sociais da religião.
A crítica religiosa tem uma longa história, desde o Século V antes da era comum, na Grécia Antiga, com Diágoras, e prossegue até os dias atuais com o advento do novo ateísmo. A religião tem sido apontada pelos críticos como prejudicial para o indivíduo e para a sociedade, além de promover a irracionalidade e encorajar o terrorismo.
Qualquer religião  que alegue a posse exclusiva da Verdade necessariamente denigre as  outras religiões. Os críticos da religião em geral consideram a religião como antiquada, prejudicial ao indivíduo, prejudicial à sociedade, um impedimento ao progresso da ciência, uma fonte de atos ou costumes imorais e uma ferramenta política para o controle social.

## História
O poeta romano do século I antes da era comum, Tito Lucrécio Caro, em seu trabalho hercúleo De Rerum Natura, criticou a religião.
Um filósofo da escola epicurista, Lucrécio acreditava que o mundo era composto exclusivamente de matéria e vácuo, e que todos os fenômenos poderiam ser entendidos como resultantes de causas puramente naturais. Lucrécio, como Epicuro, sentia que a religião teria nascido do medo e da ignorância, e que a compreensão do mundo natural poria as pessoas livres de seus grilhões.
Escrevendo em 1776 sobre os antigos romanos, Edward Gibbon declarou: "Os vários modos de adoração que prevaleceram no mundo romano foram todos considerados pelo povo como igualmente verdadeiros; pelo filósofo como igualmente falsos, e pelo magistrado como igualmente úteis."
Niccolò Machiavelli, no início do século XVI, disse: "Nós, italianos, somos irreligiosos e corruptos mais do que os outros… porque a Igreja e seus representantes deram a nós o pior exemplo." Para Maquiavel, a religião era apenas uma ferramenta útil para um governante que pretendesse manipular a opinião pública.
O deísmo se tornou destaque nos séculos 17 e 18 durante a era do Iluminismo, especialmente no Reino Unido, França e Estados Unidos, principalmente entre os apontados como cristãos que descobriram que poderiam não acreditar nem na doutrina da Trindade, na divindade de Jesus, nos milagres ou na inerrância bíblica, mas que ainda assim acreditavam em um deus. Inicialmente, ele não formou qualquer congregação, mas com o tempo o deísmo influenciou fortemente outros grupos religiosos, tais como o Unitarianismo e o Universalismo, que desenvolveram-se a partir dele. Ele continua a existir até hoje, sob a forma tanto do deísmo clássico quanto do deísmo moderno.
O interesse e a controvérsia sobre a crítica das religiões têm aumentado nos últimos anos, principalmente devido ao crescimento do chamado neo-ateísmo.

## Crítica do conceito de religião
Com algumas exceções, como o Raelianismo,  a fé Baha'i, e a Cientologia, a maioria das religiões foram formuladas em um momento em que a origem da vida, o funcionamento do organismo, bem como a natureza das estrelas e planetas, foram mal compreendidas. Os sistemas religiosos tentaram abordar questões emocionais pessoais significativas, e tentaram explicar uma  existência assustadora, geralmente através de uma narrativa dramática descrevendo o modo como o mundo e sua comunidade surgiram.
Estas narrativas foram tencionadas para dar conforto e uma sensação de relacionamento com forças maiores. Desse modo, elas podem ter servido para várias funções importantes em sociedades antigas. Exemplos incluem as ideias que muitas religiões tradicionalmente tinham a respeito de eclipses solares e lunares, e do aparecimento de cometas (por exemplo, a astrologia). Dado o atual nível de compreensão em áreas como a biologia, psicologia, química e física, onde o conhecimento humano tem aumentado dramaticamente, muitos críticos - incluindo Sam Harris, Richard Dawkins, Christopher Hitchens e Michel Onfray - argumentam que continuar a sustentar esses sistemas de ideias é absurdo e irracional.
John McCarthy afirma: "Nós também não temos a necessidade da hipótese de Deus, porque a ciência tem sido bem sucedida, e a ciência é a melhor abordagem para a solução dos mistérios que ainda subsistem." Apologistas da religião, como William Lane Craig, no entanto, dizem que existem argumentos razoáveis para apoiar a existência de Deus.
Muitos críticos da religião veem dificuldades significativas no fato de que porções da população em geral continuam a subscrever essas antigas tradições. A preocupação deles é não só de que esse resquício de concepções relativamente primitivas de vida entre nós atrapalhe os modernos desenvolvimentos científicos e a evolução dos valores culturais, mas também que isso tenha um impacto negativo sobre as questões éticas e sociais atuais.

## Poder político autoritário
O termo "autoritário" é utilizado para descrever uma organização, uma instituição ou um estado que impõe fortes e algumas vezes opressivas medidas contra aqueles que estão em sua esfera de influência, normalmente sem qualquer tentativa de obter o seu consentimento, e que frequentemente não permite críticas de suas políticas (um bom exemplo é o que aconteceu com José Saramago quando do lançamento do livro Caim).
Nesse sentido, algumas religiões podem ser vistas como autoritárias, na medida em que o seu objetivo é definirem-se como a suprema autoridade em conformidade com a qual o direito de um dado local é estabelecido e interpretado (um bom exemplo disso é o direito natural tomista, também muito chamado de "aristotélico-tomista", embora tenha pouco do pensamento original de Aristóteles). De maneira que essa fonte de autoridade divina não deve ser criticada com argumentos não-religiosos, ela é a antítese do secularismo. Um país em que a situação acima descrita está estabelecida é chamado de teocracia.
Algumas religiões também pregam que existiu, ou existe, um ser divino entre nós ou um ser humano que age guiado pela divindade e que é, portanto, infalível: por exemplo, Jesus, Maomé,  e, em algumas circunstâncias, o Papa.